# Tony Rominger
Tony Rominger (ur. 27 marca 1961 w Vojens, Dania) – szwajcarski kolarz szosowy pochodzenia duńskiego, brązowy medalista mistrzostw świata, olimpijczyk, łącznie odniósł 119 zwycięstw.

## Kariera
Tony Rominger, z zawodu księgowy, został zawodowym kolarzem stosunkowo późno, bo dopiero w wieku 25 lat. Po pojedynczych sukcesach u początku swojej kariery, wygrał w 1989 swój pierwszy liczący się klasyk – Giro di Lombardia.
W kolejnych latach rozwinął się jako kolarz i w 1992 po raz pierwszy wygrał Vuelta a España, a w 1994 był już pierwszym zawodowcem, który wygrał ten wyścig trzy razy z rzędu. W 1995 zwyciężył również w Giro d’Italia.
W Tour de France Rominger plasował się zawsze z tyłu za Miguelem Indurainem, pokonał jednak Hiszpana w 1993 w jego dyscyplinie, jaką była jazda indywidualna na czas, a ponadto zdobył koszulkę najlepszego „górala”. W roku 1993 osiągnął również najwyższe miejsce w Le Tour w swojej karierze, ustępując Indurainowi, a wyprzedzając Zenona Jaskułę.
W 1994 Rominger odebrał swojemu rywalowi Induráinowi rekord w jeździe godzinnej i dzięki specjalnie zaprojektowanemu rowerowi poprawił wynik na ponad 55 km.
W 1997, po zakończeniu kariery spowodowanej załamaniem obojczyka na TdF, Rominger pracował czasem jako komentator kolarstwa dla stacji Eurosport. Jest menadżerem wielu kolarzy. Od 2004 roku jest współorganizatorem Tour de Suisse.
Ponadto na mistrzostwach świata w Lugano zdobył brązowy medal w indywidualnej jeździe na czas, przegrywając tylko ze swym rodakiem Alexem Zülle oraz Brytyjczykiem Chrisem Boardmanem. W sezonach 1989 i 1992 Pucharu Świata zajmował drugie miejsce w klasyfikacji generalnej. W pierwszym wypadku lepszy był tylko Irlandczyk Sean Kelly, a w drugim Niemiec Olaf Ludwig.

## Zwycięstwa
W ciągu swojej kariery, jako zawodowiec, Tony Rominger odniósł łącznie 119 zwycięstw. Najważniejsze z nich to:
- Vuelta a España (1992, 1993, 1994)
- Giro d’Italia (1995)
- Vuelta al Pais Vasco (1992, 1993, 1994)
- Tour de Romandie (1991, 1995)
- Paryż-Nicea (1991, 1994)
- Klasyfikacja górska Tour de France (1993)